# Cimișlia (distrikt)
Cimișlia ( moldaviska: Raionul Cimișlia) är ett distrikt i Moldavien. Det ligger i den södra delen av landet. Antalet invånare är 60 046. Arean är 923 kvadratkilometer. Cimișlia gränsar till Odessa oblast. Administrativ huvudort är Cimișlia.
Terrängen i Cimișlia är platt åt sydväst, men åt nordost är den kuperad.